# 尼祖·百克
尼祖·百克（Nigel Barker，1972年4月27日—），曾任超級男模，現為專業攝影師，是《全美超級模特兒新秀大賽》第二季以来的常駐評審之一，亦為主持人泰雅·賓絲之外留存最久的評審。

## 個人生平
尼祖·百克生於倫敦，為英國的父親與斯里蘭卡的母親所生育，家中共有五名兄弟姐妹（但是於父母三段其他婚姻所生），其母親亦為前斯里蘭卡超模。年輕時於英國選秀節目The Clothes Show進入決賽，因此被簽約成為模特兒。在模特兒工作中，尼祖對時尚的知識和情感變深，在1996年時決定轉行進入攝影師行業，現在開設自己的辦公室StudioNB為多個知名的雜誌拍攝。

## 全美超級模特兒新秀大賽
於第二季開始擔任《全美超級模特兒新秀大賽》的評判，在歷屆之間，曾為幾屆參賽者拍硬照。例如：第二季的伊甸園、第四季的警車硬照、以及、第五季的印度風情的硬照、第六季在泰國布吉拍的泳衣照、第七季在西班牙拍攝五強的鬥牛照片及第八季以政治爭議為主題的照片和第九季在上海拍攝的舞獅照片、第十季在羅馬拍攝的狗仔隊。第十一季在參賽選手住的豪華大屋中的泳池中，拍攝水中表情照。第十二季來拍攝兩組照片，一組是在廢棄屋子拍攝將自己照亮的燈管團體照，另一組是在巴西的海胎拍攝沙灘上的人們與女孩的泳裝照。

## 個人生活
尼祖·百克於1990年時與名模既CoverGirl代言人崔西（Cristen Chin）結婚，育有兩名子女傑克（Jack）、傑思敏（Jasmine），現住於紐約。

## 外部連結
- 官方網站 （页面存档备份，存于）
- Nigel Barker Photography （页面存档备份，存于）
- 尼祖·百克在互联网电影资料库（IMDb）上的資料（英文）
- Nigel Barker[] at TV.com
- Nigel Barker at NOVAFM.COM.AU
- Thailan Pham. . Moms&Babies. People Magazine. 29 Nov 2010  [21 February 2012]. （原始内容存档于2012-03-25）.
- 尼祖·百克的X（前Twitter）